# Parafia św. Józefa Oblubieńca w Makowiskach
Parafia św. Józefa Oblubieńca w Makowiskach – parafia rzymskokatolicka, znajdująca się w archidiecezji częstochowskiej, w dekanacie Pajęczno.